# Жердєв Микола Прокопович
Микола Прокопович Жердєв (5 травня 1911, Рутченкове — 15 листопада 1942) — радянський військовий льотчик, Герой Радянського Союзу (1939), в роки німецько-радянської війни командир ескадрильї 70-го Червонопрапорного винищувального авіаційного полку 100-ї ордена Леніна винищувальної авіаційної бригади 1-ї армійської групи.

## Біографія

Меморіальна дошка на металургійному технікумі

Народився 5 травня 1911 року на руднику Рутченкове (нині в межах міста Донецька) в сім'ї робітника. Росіянин. Член ВКП(б) з 1939 року. Закінчив Маріупольський механіко-металургійний технікум. Працював механіком-конструктором на заводі «Азовсталь», навчався в аероклубі.
У Червоній Армії з 1931 року. Закінчив Луганську військову авіаційну школу пілотів.
Брав участь у національно-революційній війні іспанського народу з березня по вересень 1938 року. 13 липня 1938 року Жердєв М. П. у повітряному бою на винищувачі І-16 таранив фашистський літак. Нагороджений орденом Леніна. У вересні 1938 року повернувся на Батьківщину.
Беручи участь з 29 травня по 16 вересня 1939 року в боях на річці Халхін-Гол (Монголія) М. П. Жердєв здійснив 105 бойових вильотів, 14 штурмових ударів по скупченнях живої сили противника, в 46 повітряних боях збив особисто 11 ворожих літаків і 3 в групі.
За тверде і вміле командування ескадрильєю та особистий героїзм у боях капітанові Жердєву Миколі Прокоповичу 17 листопада 1939 року присвоєне звання Героя Радянського Союзу з врученням ордена Леніна і медалі «Золота Зірка» (№ 169).
Учасник Німецько-радянської війни з 1941 року. Штурман 821-го винищувального авіаційного полку (4-а повітряна армія, Північно-Кавказький фронт) майор Жердєв М. П. загинув у повітряному бою 15 листопада 1942 року. Похований в аулі Батаюрт Хасавюртовського району Дагестану. На могилі встановлено пам'ятник.

## Нагороди, пам'ять

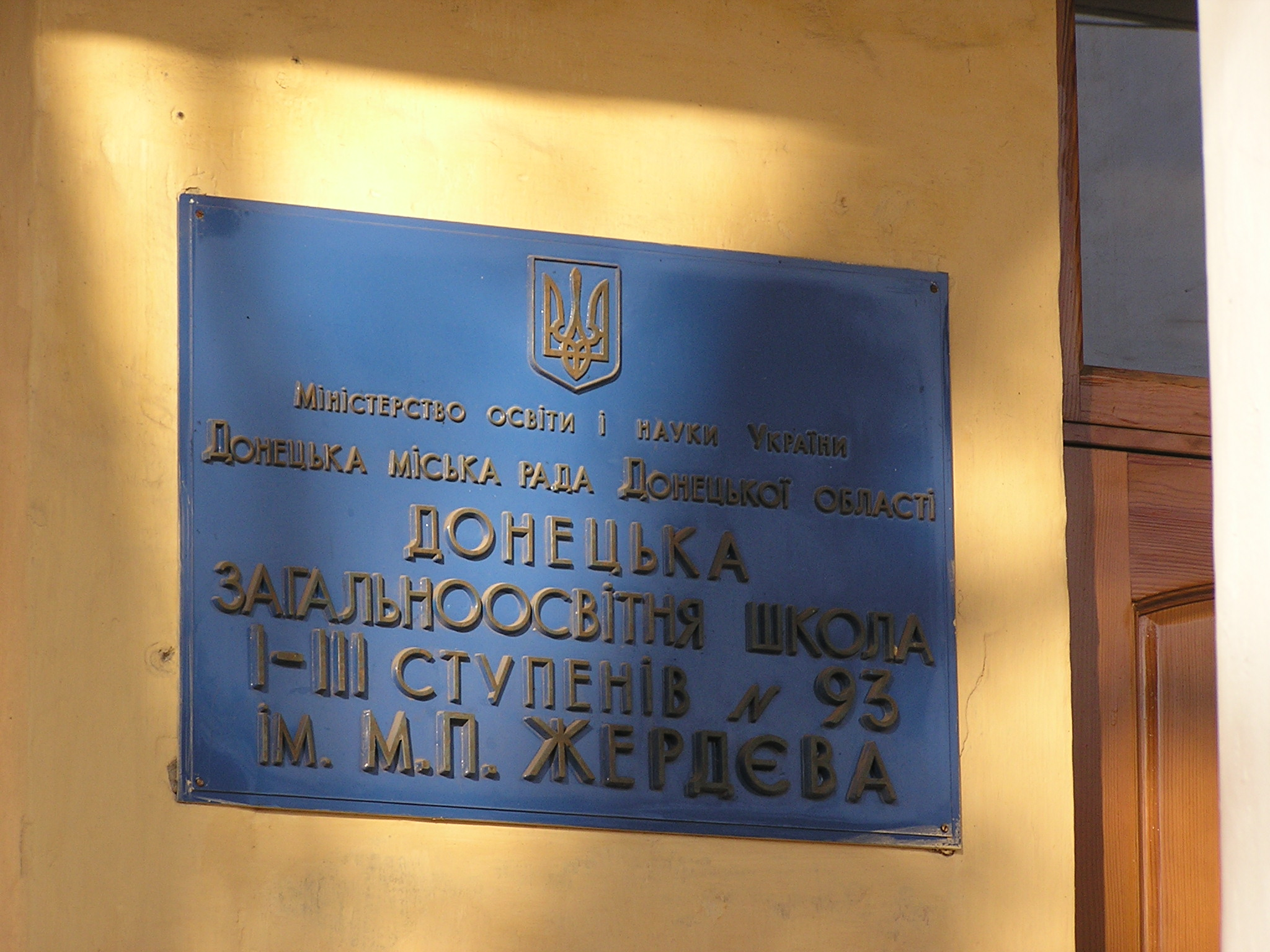
Меморіальна дошка на школі

Нагороджений двома орденами Леніна, орденом Червоного Прапора, медалями, монгольським орденом Бойового Червоного Прапора.
У Донецьку ім'я Героя носить вулиця в Кіровському районі міста і школа № 93, в якій він свого часу вчився і на будівлі якої зараз встановлена меморіальна дошка.